# Ram (Album)
Ram ist das zweite Soloalbum von Paul McCartney. Es erschien am 17. Mai 1971 in den USA und am 28. Mai 1971 in Großbritannien. Das Album nannte Linda McCartney als gleichberechtigte Co-Interpretin. Sie wurde ebenfalls als Co-Produzentin und Co-Komponistin bei sechs der zwölf Stücke des Albums genannt.

## Die Entstehung des Albums
Mit der Trennung der Beatles war es Paul McCartney, der in einen traurig verstimmten Zustand verfiel; er zog sich mit seiner Familie um 1970 auf seinen Bauernhof in Schottland zurück, auf dem er sich unter anderem mit der Schafschur beschäftigte und vorübergehend zum Alkoholiker wurde, bis seine Frau Linda McCartney ihn dazu ermunterte, gemeinsam neue Musik aufzunehmen.

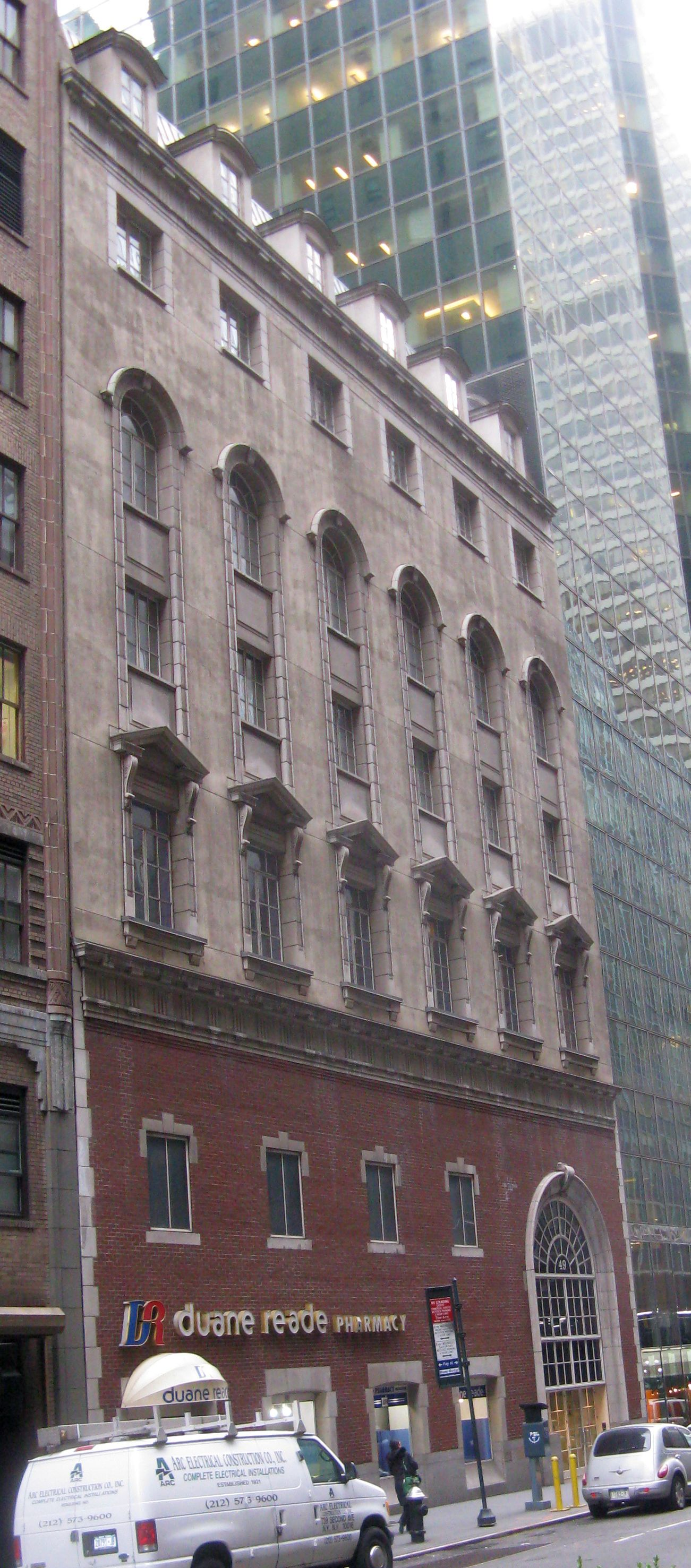
In den Columbia Studios (CBS Studios) in New York fand der Großteil der Aufnahmen statt

Er sagte dazu: „Ich habe dann länger Zeit oben in Schottland verbracht, wo ich einen Bauernhof besitze. Normalerweise fahre ich in den Urlaub dorthin, aber diesmal blieb ich ein ganzes Jahr und überlegte, was ich tun sollte. Wahrscheinlich hat die Sache mich zu dieser Zeit am schwersten belastet. Ich fühlte mich überflüssig. Ich hatte plötzlich das Gefühl, ohne die Beatles nichts wert zu sein. Außerdem hatte ich einen ziemlich guten Job verloren – die Beatles. Seit ich siebzehn war, hatte mein ganzes Leben nur daraus bestanden, daher kam die Trennung jetzt als ziemlicher Schock.“
Im Gegensatz zu Paul McCartneys erstem Soloalbum McCartney, das mit einfachen Mitteln und fast gänzlich ohne Beteiligung anderer entstanden war, wurde Ram eine weitaus aufwendigere Produktion. So engagierte McCartney dieses Mal Studiomusiker, um ihn zu unterstützen. Er ließ verschiedene Schlagzeuger und Gitarristen vorspielen und entschied sich für Denny Seiwell als Schlagzeuger und David Spinozza als Gitarristen. Letzterer wurde später durch Hugh McCracken ersetzt, weil Spinozza terminlich anderweitig gebunden war. Mit diesen Musikern wurden die Backing-Tracks eingespielt.

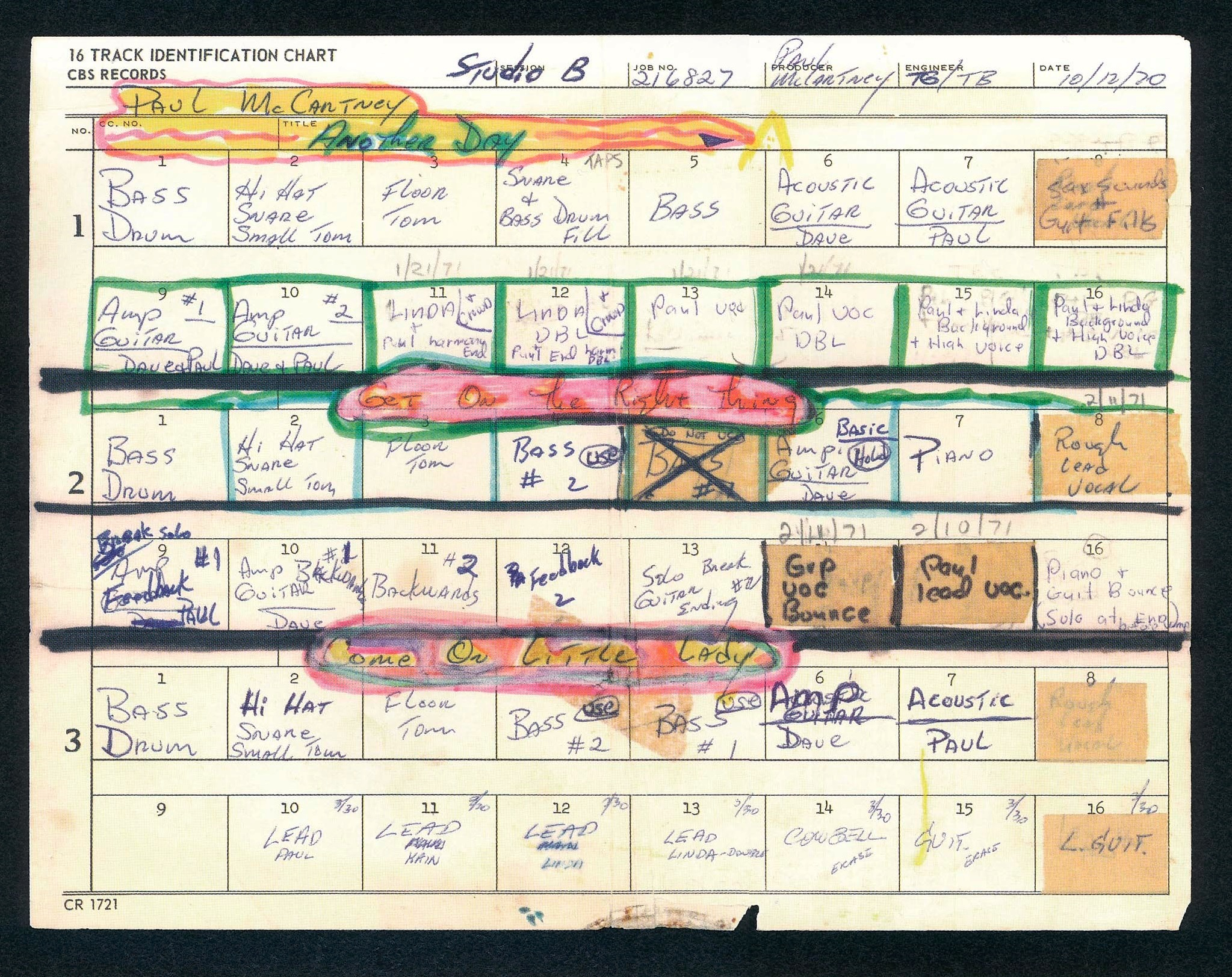
CBS Studios-Aufnahmebogen für drei Lieder der Ram-Sessions

Der Großteil der Aufnahmen fand vom 12. Oktober bis zum 16. November 1970 in den Columbia Studios (CBS Studios) in New York statt. So wurden die Alben-Titel Too Many People, 3 Legs, Uncle Albert/Admiral Halsey, Smile Away, Heart of the Country, Monkberry Moon Delight, Eat at Home, Long Haired Lady und The Back Seat of My Car sowie weitere, nicht auf dem Album enthaltene, Lieder aufgenommen.
Nach einer Unterbrechung für Weihnachts- und Neujahrsfeierlichkeiten, die sie in Schottland verbrachten, nahmen Paul und Linda McCartney die Arbeit in der zweiten Januarwoche 1971 in den A&R Studios in New York wieder auf. Vom 5. bis zum 8. Februar 1971 wurden dort auch die Lieder der Single Another Day / Oh Woman, Oh Why fertiggestellt. Anschließend wurde am 22. Februar 1971 das Lied Ram On aufgenommen.
Im Overdub-Verfahren wurden Gesangsspuren hinzugefügt. Außerdem engagierte Paul McCartney einige Musiker der New Yorker Philharmoniker, um Streicher- und Bläserstimmen für die Stücke Uncle Albert/Admiral Halsey, Long Haired Lady und The Back Seat of My Car aufzunehmen, dessen Arrangements von George Martin geschrieben wurden.
Die abschließenden Arbeiten fanden im März/April 1971 in den Sound Recording Studios in Los Angeles statt. Paul McCartney fügte letzte Instrumental- und Gesangsaufnahmen hinzu und nahm schließlich die finale Abmischung des Albums vor; weiterhin wurde dort noch das Lied Dear Boy aufgenommen.
Neben den zwölf auf dem Album veröffentlichten Liedern nahmen Paul und Linda McCartney noch weitere Titel auf – so erschien, wie erwähnt, vorab im Februar 1971 die kommerziell erfolgreiche Single Another Day mit der B-Seite Oh Woman, Oh Why. Das Lied Another Day wurde schon in einer noch nicht fertigen Version im Januar 1969 mit den Beatles während der Get Back-Sessions geprobt. Weitere aufgenommene Lieder waren Little Woman Love (veröffentlicht als Single-B-Seite von Mary Had a Little Lamb im Mai 1972), Dear Friend (Das Lied wurde während der Wild-Life-Aufnahmen neu aufgenommen und auch auf diesem Album im Dezember 1971 veröffentlicht), Get on the Right Thing und Little Lamb Dragonfly (wurden auf dem Album Red Rose Speedway im Mai 1973 veröffentlicht), A Love for You (Erstveröffentlichung im Juni 2003 auf dem Soundtrackalbum Music from the Motion Picture The In-Laws in einer anderen Abmischung) sowie Hey Diddle, Great Cock and Seagull Race, Rode All Night und Sunshine Sometime, die erst im Mai 2012 und When the Wind is blowing, das im Dezember 2018 auf der Wiederveröffentlichung des Albums Wild Life erschien.

## Der Name und das Cover

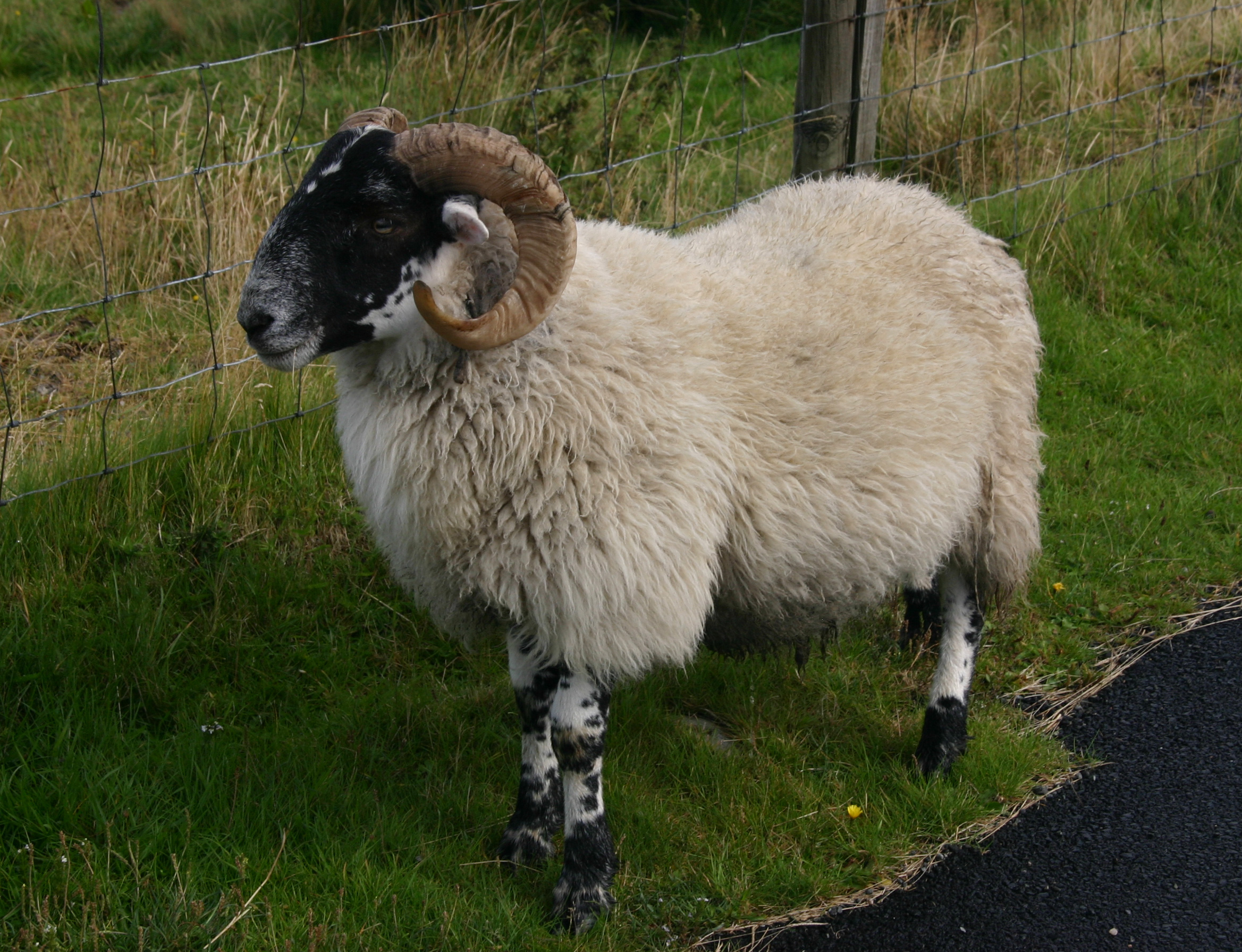
Schottischer Widder

Paul McCartney zufolge entschied man sich für den Titel Ram, weil es ein gutes Wort sei, das zwei Bedeutungen haben kann. Als Verb to ram kann es „nach vorne stoßen“ meinen, und als Substantiv ist es die Bezeichnung für ein männliches Schaf, was einen direkten Bezug zu McCartneys ländlichem Farmleben in Schottland herstellte. Das Cover zeigte dazu passend auf der Vorderseite Paul McCartney, der einen Widder an dessen Hörnern festhält. Auf der Rückseite gab es zwei Fotos. Das eine zeigte ein Familienbild der McCartneys, das andere zwei Käfer (engl.: Beetles) bei der Begattung. Paul McCartney sagte dazu: „Linda hat einfach ein Foto gemacht und wir mochten es, also haben wir es eingefügt. Natürlich sagten die Leute dann: 'Oh, die Beatles "schrauben" sich gegenseitig – was soll das heißen?', und alle möglichen versteckten Bedeutungen wurden mit diesen Dingen verbunden.“
Sein ehemaliger Bandkollege John Lennon ließ als Persiflage auf das Cover ein Foto von sich und einem Schwein in ähnlicher Pose aufnehmen. Die Beziehung der beiden war zu diesem Zeitpunkt durch persönliche, finanzielle und nachwirkend kreative Differenzen getrübt.

## Titelliste
Seite 1
1. Too Many People (Paul McCartney) – 4:10
2. 3 Legs (Paul McCartney) – 2:48
3. Ram On (Paul McCartney) – 2:28
4. Dear Boy (Paul und Linda McCartney) – 2:13
5. Uncle Albert/Admiral Halsey (Paul und Linda McCartney) – 4:55
6. Smile Away (Paul McCartney) – 3:52

Seite 2
1. Heart of the Country (Paul und Linda McCartney) – 2:22
2. Monkberry Moon Delight (Paul und Linda McCartney) – 5:22
3. Eat at Home (Paul und Linda McCartney) – 3:20
4. Long Haired Lady (Paul und Linda McCartney) – 6:05
5. Ram On (Paul McCartney) – 0:55
6. The Back Seat of My Car (Paul McCartney) – 4:28

## Informationen zu einzelnen Liedern
- Too Many People ist eines von drei Liedern, neben Dear Boy und The Back Seat Of My Car, des Albums, die John Lennon als an sich gerichtet empfand. Das Lied beginnt mit den Worten "Piss off". In einem abgedruckten Interview mit Paul McCartney in dem RAM-Deluxe Edition Buch erwähnt er, dass der Text von Too Many People an John Lennon gerichtet war. McCartney dachte damals (1970), „dass John Lennon predigte und Vorschläge machte, wie man sein Leben zu führen hätte“. Das empfand Paul McCartney als heuchlerisch.[5][6]
- Dear Boy war an den ehemaligen Ehemann von Linda McCartney gerichtet.[7]
- Die Namensgebung für den Titel Uncle Albert/Admiral Halsey ist wie folgt: Einer von Paul McCartneys Onkeln trug den Namen Albert. Mit dem Admiral Halsey ist William Frederick „Bull“ Halsey, Jr. gemeint.
- Ram On enthält ein kurzes Fragment des Stücks Big Barn Bed, das später auf dem Album Red Rose Speedway erschien. Die Idee zu diesem Lied kam Paul McCartney, als er sich an seinen Künstlernamen „Paul Ramon“ (Ram On) erinnerte, den er 1961 während der Tournee der damaligen (Silver) Beatles in Schottland benutzte.[8]
- The Back Seat of My Car wurde erstmals im Januar 1969 während der Get Back-Sessions mit den Beatles, noch unfertig, aufgenommen.

## Wiederveröffentlichungen

### Wiederveröffentlichungen bis 2007
- Am 27. April 1987 wurde das Album erstmals auf CD, ohne Bonuslieder, veröffentlicht. Der CD liegt ein vierseitiges bebildertes Begleitheft bei.[9]
- Am 7. Juni 1993[10] wurde die CD in einer von Peter Mew remasterten Version, die zusätzlich als Bonusstücke die Lieder Another Day und Oh Woman, Oh Why enthielt, veröffentlicht. Der CD liegt ein vierseitiges bebildertes Begleitheft bei.[11]
- Die CD erschien im Juni 1993 von Steve Hoffmann remastert in der DCC Compact Classics Edition als 24-Karat-vergoldete CD ohne Bonusstücke. Der CD liegt ein achtseitiges Begleitheft bei.[12]
- Im Mai 2007 wurde das Album im Download-Format veröffentlicht.

### Archive Collection
- Im Mai 2012 wurde Ram, zum dritten Mal remastert, vom Musiklabel Hear Music/Concord Music Group als Teil der Paul McCartney Archive Collection veröffentlicht. Das Remastering erfolgte von Guy Massey, Steve Rooke und Simon Gibson in den Abbey Road Studios. Die Projektkoordination hatte Allan Rouse und Lucy Launder. Das CD-Album hat ein aufklappbares Pappcover, dem ein 22-seitiges bebildertes Begleitheft beigegelegt ist, das Informationen zum Album und die Liedtexte beinhaltet. Das Design stammt von der Firma YES. Es erschien in folgenden Formaten:
- Standard Edition
 Das originale 12-Track-Album[13]
- Special Edition
 Zwei CDs: Das originale 12-Track Album mit einer Bonus-CD, die folgende, teilweise bisher unveröffentlichte, Lieder enthält:[14]

1. Another Day (Single-A-Seite) – 3:42
2. Oh Woman, Oh Why (Single-B-Seite) – 4:35
3. Little Woman Love (Single-B-Seite) – 2:08
4. A Love for You (Jon Kelly Mix) – 4:08
5. Hey Diddle (Dixon Van Winkle Mix) – 3:49
6. Great Cock and Seagull Race (Dixon Van Winkle Mix) – 2:35
7. Rode All Night – 8:44
8. Sunshine Sometime (Earliest Mix) – 3:20

- Deluxe Edition
Das originale 12-Track Album mit der oben erwähnten Bonus-CD, zusätzlich mit zwei weiteren CDs (Remastered Mono Album und Thrillington [Instrumentalversion von Ram, im Juni 1971 aufgenommen]), einer DVD und einem gebundenen 112-seitigen Buch, einem 32-seitigen Heft mit Bildern und Notizen, einem kleinen Buch („A Small Book of Sheeps“) mit 38 Fotos, acht handgeschriebenen Liedtexten als Faksimile und fünf Hochglanzfotos, weiterhin enthält die Ausgabe einen Code zum Download des Albums mit den Bonustiteln. Der gesamte Inhalt befindet sich in einer aufklappbaren Box. Die DVD hat folgenden Inhalt:[15]

1. Ramming – 11:15
2. Heart of the Country (Musikvideo) – 2:41
3. 3 Legs (Musikvideo) – 3:03
4. Hey Diddle (Musikvideo) – 2:48
5. Eat at Home on Tour – 4:31

- Download Edition
 Veröffentlichung mit gleichen Inhalt wie die Doppel-CD mit zwei exklusiven Bonus-Titeln:

1. Eat at Home / Smile Away (Live in Groningen, 1972) – 8:24
2. Uncle Albert Jam – 2:17

- Das Album wurde ebenfalls als 180 Gramm Vinyl-Version als Doppel-LP (neu remastert) inklusive der acht Bonustitel veröffentlicht, weiterhin enthält die LP einen Code zum Download des Albums mit den Bonus-Titeln.[16]

| Seite 1 1. Too Many People 2. 3 Legs 3. Ram On 4. Dear Boy 5. Uncle Albert/Admiral Halsey 6. Smile Away | Seite 2 1. Heart of the Country 2. Monkberry Moon Delight 3. Eat at Home 4. Long Haired Lady 5. Ram On 6. The Back Seat of My Car |
| Seite 3 1. Another Day 2. Oh Woman, Oh Why 3. Little Woman Love 4. A Love for You 5. Hey Diddle         | Seite 4 1. Great Cock and Seagull Race 2. Rode All Night 3. Sunshine Sometime                                                     |

- Das Album wurde ebenfalls als Vinyl-Monoversion mit einem neu gestalteten weißen Cover veröffentlicht.[17]

### Weitere Wiederveröffentlichungen
- Am 14. Juli 2014 wurde eine App von iTunes mit folgendem Inhalt veröffentlicht: zwölf Lieder, fünf Musikvideos und ein Interview mit Paul McCartney sowie Fotos.
- Am 17. November 2017 wurde das Vinyl-Album von Capitol Records, auf 180 Gramm gelbem Vinyl gepresst, veröffentlicht.[18]
- Am 14. Mai 2021 anlässlich des 50-jährigen Jubiläums wurde das im Half-Speed-Mastering-Verfahren neu gemasterte Vinylalbum von Capitol Records, auf schwarzem Vinyl, veröffentlicht. Weiterhin ist eine Karte beigefügt, die einen Text von Miles Showell, Mastering-Ingenieur der Abbey Road Studios, enthält. Das Mastering erfolgte am 9. Dezember 2020 in den Abbey Road Studios.[19]

## Singleauskopplungen

### Uncle Albert/Admiral Halsey
Am 2. August 1971, zwei Monate nach Erscheinen des Albums, wurde Uncle Albert/Admiral Halsey – mit dem Lied Too Many People auf der B-Seite – als Single in den USA veröffentlicht. Die Single wurde mit einer Goldenen Schallplatte ausgezeichnet und erhielt einen Grammy in der Kategorie „Bestes Gesangsarrangement“. Weiterhin wurde Uncle Albert/Admiral Halsey der erste Nummer-eins-Hit für Paul McCartney in den USA.
Die US-amerikanische Promotionsingle Uncle Albert/Admiral Halsey / Too Many People enthält Monoversionen der Lieder.
In Venezuela wurde die Single mit der B-Seite Ram On veröffentlicht.

### The Back Seat of My Car
In Großbritannien entschied man sich für die Auskopplung von The Back Seat of My Car mit der B-Seite Heart of the Country, die am 13. August 1971 erschien.

### Eat at Home
In Deutschland und anderen kontinentaleuropäischen Ländern sowie Japan und Neuseeland entschied man sich für Eat at Home mit Smile Away als B-Seite. In Deutschland erschien die Single im August 1971.

### Weitere Singleveröffentlichungen
- Am 19. Februar 1971 erschien die Paul-McCartney-Single Another Day / Oh Woman, Oh Why,[26] die aber nicht auf dem Album Ram enthalten war, obwohl die beiden Lieder während der Sessions am 12. Oktober und am 3. November 1970 (Oh Woman, Oh Why?) in den CBS-Studios aufgenommen wurden. Das Lied Another Day ist mit der Wiederveröffentlichung aus dem Jahr 2011 Bestandteil der Special Edition und Deluxe Edition des Albums Ram.
- In Mexiko erschien im August 1971 die EP Monkberry Moon Delight / Dear Boy / Uncle Albert / Admiral Halsey / Heart of the Country.[27]
- In der Sowjetunion wurde 1974 die EP Heart of the Country / Ram On / Dear Boy / Eat at Home veröffentlicht.[28]
- Im Dezember 1980 wurde bei Columbia Records folgende Single in den USA wiederveröffentlicht: Uncle Albert/Admiral Halsey / Jet.[29]

### Musikvideos
Musikvideos wurden von den Liedern Heart of the Country und 3 Legs gedreht, nicht aber von den Single-A-Seiten.

## Kritik
Das Album stieß bei einem großen Teil der Kritiker auf Ablehnung. Eine besonders vernichtende Kritik fand sich im Musikmagazin Rolling Stone, wo Jon Landau es als Tiefpunkt im Zerfall der Rockmusik der 1960er Jahre ausmachte. Trotz der zahlreichen negativen Kritiken verkaufte sich Ram ausgezeichnet und erreichte in den USA Platz zwei und in Großbritannien den ersten Platz der Albumhitparade. In den USA wurde die LP am 9. Juni 1971 mit einer Goldenen Schallplatte ausgezeichnet.
Auch McCartneys ehemalige Bandkollegen äußerten sich zu Ram. John Lennon fand es nach dem ersten Anhören „schrecklich“. Seiner Meinung nach sei das erste Soloalbum irgendwie besser gewesen, es hätte wenigstens einige Lieder enthalten.

“The first time I heard it I thought it was awful, and then the second time, ahem, I fixed the record player a bit and it sounded better. I enjoyed a couple like ‘My Dog It’s Got Three Legs’ or something, and the intro to ‘Uncle Albert.’ […] In general I think the other album he did was better in a way. At least there were some songs on it.”

„Als ich es zum ersten Mal angehört hatte, dachte ich, es ist schrecklich, beim zweiten Mal habe ich den Plattenspieler etwas anders eingestellt und es klang besser. Ich mochte ein paar Stücke wie ‚My Dog It’s Got Three Legs‘ oder wie das heißt und die Einleitung von ‚Uncle Albert.‘ […] Alles in allem denke ich, sein anderes Album war irgendwie besser. Da waren wenigstens ein paar Lieder drauf.“

Ringo Starr zeigte sich vom Ergebnis enttäuscht.

„Ich glaube, daß Paul in dieses Album nicht alles von dem eingebracht hat, was in ihm steckt. Ram ist nur eine Aneinanderreihung von technischen Tricks.“

George Martin stellte schlicht fest, dass Linda in keiner Weise ein Ersatz für John Lennon sei.
McCartney sagte zu den Kritiken: "Ich fand es gut, und ich genoss es, es zu machen, und fühlte mich, als hätte ich ein gutes Album gemacht. Was es für mich ruiniert hat, war, dass es von den Kritikern nicht gut aufgenommen wurde, und das hat mich irgendwie abgeschreckt. Aber die gnädige Rettung bei all dem ist, dass mir die Leute Jahre später sagten, RAM sei ihr Lieblingsalbum, und das brachte mich dazu, zurückzugehen und es mir anzuhören und noch einmal darüber nachzudenken."
Im Laufe der Zeit wandelte sich die Kritikermeinung zu diesem Album in die konträre Richtung. AllMusic schreibt z. B. „[…] in retrospect it looks like nothing so much as the first indie pop album, a record that celebrates small pleasures with big melodies“, der Musikexpress bezeichnete es als ein „Meisterwerk“ (beide mit der Bewertung sechs von sechs Sternen).
Im Januar 2025 ordnete das deutsche Rolling Stone Magazin Ram als das beste McCartney-Album ein. Das Album wird unter anderen wie folgt beschrieben: In den vergangenen zwei Jahrzehnten wurde es von neuen Generationen wiederentdeckt. Wenn die Genrebezeichnung Power-Pop jemals eine Berechtigung hatte, dann zur Beschreibung dieses Albums.

## Streit um Linda McCartneys Beteiligung
Bereits bei der zuvor erschienenen Single Another Day war Linda McCartney als Mitautorin genannt worden, was beim Musikverlag Northern Songs bzw. deren neuen Besitzer ATV Music auf Skepsis stieß. Man bezweifelte, dass eine Fotografin plötzlich zur Komponistin gereift sei und sah in ihrer Nennung vielmehr den Versuch, dem Verlag Tantiemen vorzuenthalten. Paul McCartneys Rechtsanwälte klärten die Angelegenheit allerdings zu seinen Gunsten. Nach Veröffentlichung von Ram weigerte sich ATV Music Linda McCartney Tantiemen auszuzahlen. Der Streit dauerte bis 1973 als Paul McCartney eine Fernsehshow unter dem Titel James Paul McCartney zu Gunsten von ATV produzierte.

## Promotionveröffentlichungen
- Für Werbezwecke wurden zwei ungewöhnliche Alben an Radiostationen verteilt; so wurden im Jahr 1971 (Katalognummer: Apple MAS-3375) 1000 Exemplare einer speziellen Monoabmischung vom Album Ram hergestellt.[37] Erst im Mai 2012 konnte ein breiteres Publikum dieses Album als Vinyl-LP erwerben, eine Veröffentlichung im CD-Format erfolgte im Mai 2012 als Beilage zur Deluxe Edition des Albums Ram.
- Das zweite speziell aufgenommene Album brung to ewe by (Katalognummer: Apple SPRO-6210) enthält 15 verschiedene Spots, zwischen 30 und 60 Sekunden lang, die als Einleitungen zu den einzelnen Liedern des Albums Ram dienen sollen. Das Album enthält noch ein kurzes angespieltes Lied mit dem Titel: Now hear this Song of Mine.[38] Teile dieses Albums sind als Einleitung auf der DVD zu hören, die als Beilage zur Deluxe Edition des Albums Ram veröffentlicht wurde.

## Thrillington
Kurz nach der Veröffentlichung von Ram beauftragte Paul McCartney den Arrangeur Richard Anthony Hewson damit, eine orchestrale Fassung des Albums zu verfassen und diese aufzunehmen. Das fertige Album erschien allerdings erst am 29. April 1977 in Großbritannien (16. Mai 1977 in den USA) unter dem Titel Thrillington.
Am 22. April 1977 wurde noch die Single Uncle Albert/Admiral Halsey / Eat at Home in Großbritannien veröffentlicht, die sich nicht in den Charts platzieren konnte.

## Kommerzieller Erfolg

### Chartplatzierungen

#### Album
Das Album erreichte die Top Ten in den niederländischen, französischen und norwegischen Charts. In Österreich konnte es sich erstmals 2012 platzieren.
| ChartsChartplatzierungen       | Höchstplatzierung | Wochen |
| ------------------------------ | ----------------- | ------ |
| Deutschland (GfK)              | 22 (17 Wo.)       | 17     |
| Österreich (Ö3)                | 52 (1 Wo.)        | 1      |
| Vereinigte Staaten (Billboard) | 2 (42 Wo.)        | 42     |
| Vereinigtes Königreich (OCC)   | 1 (25 Wo.)        | 25     |

Die 2011er Wiederveröffentlichung erreichte Platz 41 in Großbritannien und Platz 24 in den USA.

#### Singles
| Jahr | Titel                       | Höchstplatzierung, Gesamtwochen, AuszeichnungChartplatzierungen (Jahr, Titel, , Platzierungen, Wochen, Auszeichnungen, Anmerkungen) | Höchstplatzierung, Gesamtwochen, AuszeichnungChartplatzierungen (Jahr, Titel, , Platzierungen, Wochen, Auszeichnungen, Anmerkungen) | Höchstplatzierung, Gesamtwochen, AuszeichnungChartplatzierungen (Jahr, Titel, , Platzierungen, Wochen, Auszeichnungen, Anmerkungen) | Anmerkungen                           |
| Jahr | Titel                       | DE | UK | US | Anmerkungen                           |
| ---- | --------------------------- | --- | --- | --- | ------------------------------------- |
| 1971 | Eat at Home                 | DE28 (8 Wo.)DE | — | — | Erstveröffentlichung: 27. Juli 1971   |
| 1971 | Uncle Albert/Admiral Halsey | DE30 (4 Wo.)DE | — | US1 Gold · (13 Wo.)US | Erstveröffentlichung: 30. Juli 1971   |
| 1971 | The Back Seat of My Car     | — | UK39 (5 Wo.)UK | — | Erstveröffentlichung: 13. August 1971 |

### Auszeichnungen für Musikverkäufe
| Land/Region                  | Auszeichnungen für Musikverkäufe (Land/Region, Auszeichnung, Verkäufe) | Verkäufe  |
| ---------------------------- | ---------------------------------------------------------------------- | --------- |
| Kanada (MC)                  | Platin                                                                 | 100.000   |
| Vereinigte Staaten (RIAA)    | Platin                                                                 | 1.000.000 |
| Vereinigtes Königreich (BPI) | Silber                                                                 | 60.000    |
| Insgesamt                    | 1× Silber · 2× Platin ·                                                | 1.160.000 |

Hauptartikel: Paul McCartney/Auszeichnungen für Musikverkäufe